# Xiacengpuzhen (ort i Kina, Hunan Sheng, lat 25,18, long 111,20)
Xiacengpuzhen (kinesiska: 夏层铺镇) är en ort i Kina. Den ligger i provinsen Hunan, i den södra delen av landet, omkring 380 kilometer sydväst om provinshuvudstaden Changsha. Antalet invånare är 21 377. Befolkningen består av 10 099 kvinnor och 11 278 män. Barn under 15 år utgör 20,0 %, vuxna 15-64 år 69 %, och äldre över 65 år 9,0 %.
Runt Xiacengpuzhen är det ganska tätbefolkat, med 179 invånare per kvadratkilometer. Närmaste större samhälle är Taochuanzhen, 13,9 km sydväst om Xiacengpuzhen. I omgivningarna runt Xiacengpuzhen växer huvudsakligen savannskog.
Genomsnittlig årsnederbörd är 2 015 millimeter. Den regnigaste månaden är april, med i genomsnitt 297 mm nederbörd, och den torraste är oktober, med 46 mm nederbörd.